# Provinz Lugo
Die Provinz Lugo liegt im Nordwesten Spaniens und gehört zur Autonomen Gemeinschaft Galicien. Hauptstadt ist die gleichnamige Stadt Lugo.

## Geografie
Die Provinz Lugo nimmt den nordöstlichen Teil von Galicien ein. Mit 9.856,55 km² ist sie die flächenmäßig größte Provinz der autonomen Gemeinschaft. An sie grenzen im Norden das kantabrische Meer, im Westen die Provinzen Pontevedra und A Coruña, im Süden die Provinz Ourense und im Osten die Autonomen Gemeinschaften Asturien und Kastilien-León.
Die Landschaft der Provinz ist zum großen Teil gebirgig. Die in Richtung Küste allmählich abfallenden Ausläufer des Kantabrischen Gebirges reichen in den östlichen Teil der Provinz hinein, darunter die Serra dos Ancares (1.826 m) und die Serra do Courel (1.624 m). Im Westen befinden sich mehrere zum galicischen System gehörige Berggruppen, wie O Faro (1.156 m). Ebenen finden sich hauptsächlich im Zentrum um die Stadt Lugo und im Süden bei der zweitgrößten Stadt Monforte de Lemos. Die Meeresküste ist zerrissen und bildet zahlreiche Rias. Hauptfluss der Provinz Lugo ist der Miño, der hier entspringt und die Provinz in südlicher Richtung durchströmt. Beim Austritt aus der Provinz nimmt er den Sil auf. Außerdem verlaufen im Norden mehrere Küstenflüsse in Richtung Meer, unter anderem der Navia, der Eo und der Landrove.
Der Jakobsweg erreicht Galicien am Pass Puerto de Piedrafita (1.123 m) bei O Cebreiro in der Provinz Lugo, die er von dort aus in Ost-West-Richtung durchquert.

## Bevölkerung
Die Provinz Lugo hat 324.842 Einwohnern (Stand: 2024), von denen gut ein Viertel in der Hauptstadt wohnen.

## Verwaltungsgliederung

### Comarcas

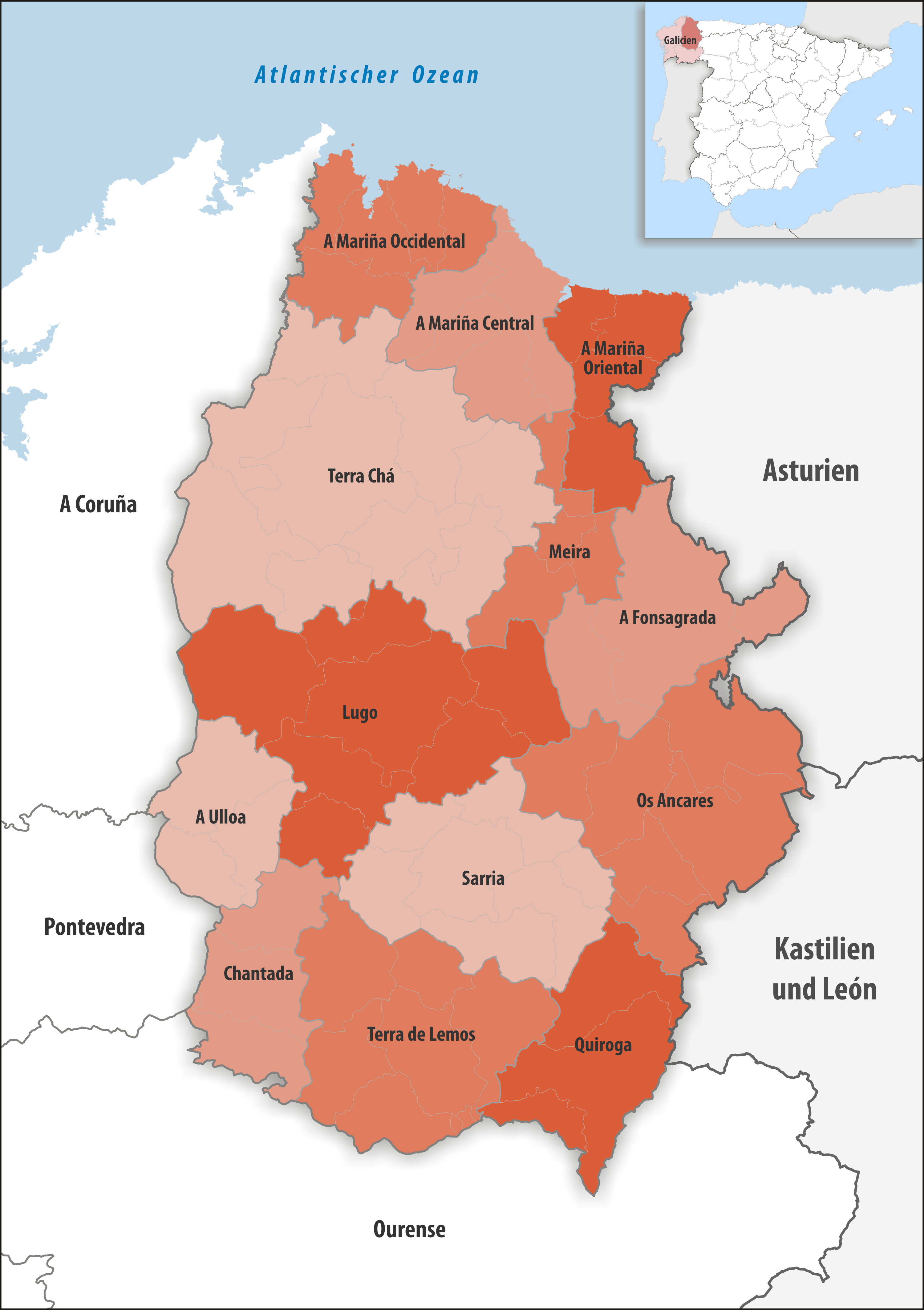
Comarcas in der Provinz Lugo

| Comarca             | Gemeinden | Einwohner (2024) | Fläche km² | Dichte Einw./km² | Hauptort          |
| ------------------- | --------- | ---------------- | ---------- | ---------------- | ----------------- |
| Os Ancares          | 6         | 9.164            | 1.048,64   | 9                | Becerreá          |
| Chantada            | 3         | 12.737           | 462,25     | 28               | Chantada          |
| A Fonsagrada        | 3         | 4.476            | 679,53     | 7                | A Fonsagrada      |
| Lugo                | 8         | 119.619          | 1.362,80   | 88               | Lugo              |
| A Mariña Central    | 6         | 28.624           | 501,32     | 57               | Mondoñedo         |
| A Mariña Occidental | 5         | 25.302           | 494,35     | 51               | Viveiro           |
| A Mariña Oriental   | 4         | 16.215           | 399,84     | 41               | Ribadeo           |
| Meira               | 4         | 4.969            | 311,77     | 16               | Meira             |
| Quiroga             | 3         | 4.939            | 578,43     | 9                | Quiroga           |
| Sarria              | 7         | 22.161           | 836,24     | 27               | Sarria            |
| Terra Chá           | 9         | 38.370           | 1.823,03   | 21               | Vilalba           |
| Terra de Lemos      | 6         | 29.545           | 940,48     | 31               | Monforte de Lemos |
| A Ulloa             | 3         | 8.721            | 417,87     | 21               | Monterroso        |
| Provinz Lugo        | 67        | 324.842          | 9.856,55   | 33               | Lugo              |

### Gerichtsbezirke

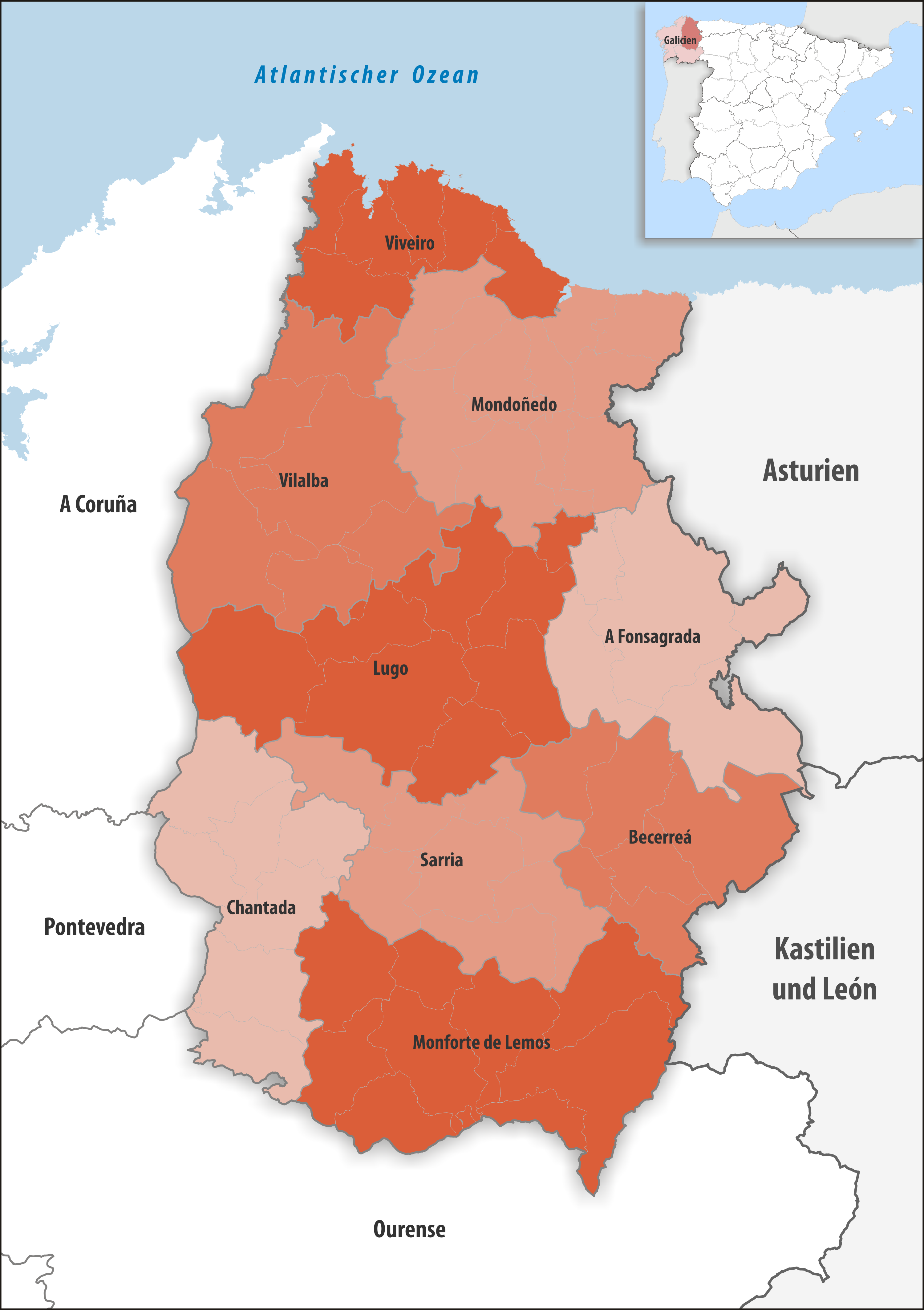
Gerichtsbezirke in der Provinz Lugo

| Gerichtsbezirk    | Gemeinden | Einwohner (2024) | Fläche km² | Dichte Einw./km² | Hauptquartier     |
| ----------------- | --------- | ---------------- | ---------- | ---------------- | ----------------- |
| Becerreá          | 6         | 8.794            | 857,26     | 10               | Becerreá          |
| Chantada          | 7         | 22.744           | 995,22     | 23               | Chantada          |
| A Fonsagrada      | 5         | 5.947            | 995,08     | 6                | A Fonsagrada      |
| Lugo              | 10        | 126.672          | 1.597,12   | 79               | Lugo              |
| Mondoñedo         | 11        | 31.277           | 1.230,47   | 25               | Mondoñedo         |
| Monforte de Lemos | 9         | 34.484           | 1.518,91   | 23               | Monforte de Lemos |
| Sarria            | 6         | 21.552           | 785,06     | 27               | Sarria            |
| Vilalba           | 6         | 28.325           | 1.275,01   | 22               | Vilalba           |
| Viveiro           | 7         | 45.047           | 602,42     | 75               | Viveiro           |
| Provinz Lugo      | 67        | 324.842          | 9.856,55   | 33               | Lugo              |

### Größte Gemeinden
Stand 2024
| Gemeinde (galicisch) | Spanischer Name   | Einwohner |
| -------------------- | ----------------- | --------- |
| Lugo                 | Lugo              | 99.482    |
| Monforte de Lemos    | Monforte de Lemos | 18.560    |
| Viveiro              | Vivero            | 15.217    |
| Vilalba              | Villalba          | 13.787    |
| Sarria               | Sarria            | 13.459    |
| Foz                  | Foz               | 10.198    |

Kleinste Gemeinde ist Negueira de Muñiz mit 240 Einwohnern.